# Нижняя косая мышца головы
Нижняя косая мышца головы (лат. Musculus obliquus capitis inferior) натягивается между остистым отростком осевого позвонка и поперечным отростком атланта.

## Функция
Движение головы кзади при двустороннем сокращении, назад и в сторону — при одностороннем. Участвует во вращении головы.